# Ouégoa
Ouégoa és un municipi francès, situat a la col·lectivitat d'ultramar de Nova Caledònia. El 2009 tenia 2.132 habitants. Es troba a 400 kilòmetres de Nouméa, a cavall de la costa est i de la costa oest. El punt més alt és el Mont Colnett (1.505 m). Al territori hi ha 17 tribus canac: Bondé, Paraoua, Tiari, Paraoua, Tarap, Le Caillou, Pam Paraoua Village, Ballagam...

## Evolució demogràfica
| Població de Ouégoa (1956-2009) | Població de Ouégoa (1956-2009) | Població de Ouégoa (1956-2009) | Població de Ouégoa (1956-2009) | Població de Ouégoa (1956-2009) | Població de Ouégoa (1956-2009) | Població de Ouégoa (1956-2009) | Població de Ouégoa (1956-2009) | Població de Ouégoa (1956-2009) | Població de Ouégoa (1956-2009) |
| ------------------------------ | ------------------------------ | ------------------------------ | ------------------------------ | ------------------------------ | ------------------------------ | ------------------------------ | ------------------------------ | ------------------------------ | ------------------------------ |
| Població                       | 1.199                          | 1.363                          | 1.323                          | 1.514                          | 1.468                          | 1.881                          | 2.034                          | 2.114                          | 2.132                          |
| Any                            | 1956                           | 1963                           | 1969                           | 1976                           | 1983                           | 1989                           | 1996                           | 2004                           | 2009                           |

## Composició ètnica
- Europeus 22,2%
- Canacs 75,9%
- Polinèsics 0,5%
- Altres, 1,4%

## Administració
| Període   | Identitat               | Partit           |
| --------- | ----------------------- | ---------------- |
| 1983-1995 | Éloi Tchoeaoua          | FLNKS-UC         |
| 1995-2008 | Cézelin Tchoeaoua       | FLNKS-UC         |
| 2008-     | Marcel Paimbou-Poumoine | FLNKS-UNI-Palika |